# Alen Jogan
Alen Jogan (Nova Gorica, 24 agosto 1985) è un ex calciatore sloveno, di ruolo difensore.

## Biografia
Anche il fratello Kris è un calciatore professionista.

## Caratteristiche tecniche
Terzino sinistro, può giocare come esterno su entrambe le fasce.

## Carriera
Cresciuto calcisticamente nelle giovanili del Gorica e del Bilje, nel 2002 fa il proprio debutto da professionista nella 3. SNL.
Dopo appena una presenza con il Bilje, si trasferisce al Gorica, con cui debutta dapprima in Prva Liga e in seguito nelle competizioni confederali: l'11 luglio 2006 nel primo turno di qualificazione in Champions League contro il Linfield (vittoria per 1-3), Il 19 luglio 2007 nel primo turno di qualificazione di Coppa UEFA contro il Rabotnički (sconfitta per 1-2).
Nel 2009 si trasferisce all'Interblock. Il 12 settembre seguente debutta con il club di Lubiana in campionato nella sconfitta esterna contro il Rudar Velenje. La stagione si rivela negativa sia per Jogan che per il club il quale alla fine viene retrocesso 2. SNL.
Nella sessione di calciomercato seguente si trasferisce alla squadra Italiana del Buttrio, in Eccellenza. Dopo metà stagione, a gennaio, fa ritorno in Slovenia al Gorica con cui firma un contratto triennale.
Nel giugno 2013 assieme al compagno di squadra Uroš Celcer si trasferisce per 1 milione € al Parma nell'operazione che porta il camerunese Solomon Enow al Gorica, per poi fare ritorno al club sloveno in prestito assieme ad altri otto giocatori ducali: Bright Addae, Daniele Bazzoffia, Massimo Coda, Alex Cordaz, Sebestyén Ihrig-Farkas, Gianluca Lapadula, Floriano Vanzo e Fabio Lebran.
A fine stagione a seguito del fallimento del Parma rimane nel Goric con cui conclude la sua carriera nel 2019.

## Palmarès

### Club

#### Competizioni nazionali
- Campionato sloveno: 3

Gorica: 2003-2004, 2004-2005, 2005-2006
- Coppa di Slovenia: 1

Gorica: 2013-2014